# Elophos vittaria
Elophos vittaria là một loài bướm đêm trong họ Geometridae.